# Liste der Bischöfe von Vaison
Die folgenden Personen waren Bischöfe des Bistums Vaison (Frankreich):
- Heiliger Albin Martyr 263–314
- Dafnus (Dammas) 314–347
- Emilien 347–367
- Concordius 367–419
- Julien 419–439
- Auspice 439–450
- Fonteïus 450–483
- Donidius 483–506
- Papolus 506–511
- Etilius 511–517
- Gemellus 517–524
- Eripius 524
- Alethius 524–541
- Heiliger Theodose 541–556
- Heiliger Quenin 556–575
- Heiliger Barse 575–581
- Artemius 581–644?
- Petronius Aredius 644
- Vakanz
- Johann I. 813–853
- Simplicius 853–855
- Helie 855–911
- Umbert I. 911–933
- Ripert I. 933–982
- Amalric I. 982–983
- Umbert II. 983–996
- Benedikt I. 996–1003 oder 1000
- Imbert 1000?–1003?
- Almerade 1003–1005
- Umbert III. 1005–1007
- Pierre I. 1007–1009
- Pierre II. de Mirabel 1009–1059
- Benedikt II. 1059–1060
- Pierre III. 1060–1103
- Raimbaud I. 1103–1107
- Rostang 1107–1142
- Bérenger de Mornas 1142–1178
- Bertrand de Lambesc 1178–1185
- Bérenger de Reilhane 1185–1190
- Guillaume de Laudun 1190–1193
- Raimbaud II. de Flotte 1193–1212
- Ripert II. de Flotte 1212–1241
- Guy I. 1241–1250
- Faraud 1250–1271
- Giraud de Libra 1271–1279
- Bertrand II. 1279–1280
- Giraud II. 1280–1296
- Raimond de Beaumont 1296–1332
- Jean II. 1332–1333
- Bertrand III. 1333–1335
- Gocio (Gozzio, Gothius) de Bataille 1335–1336 (Kardinal)
- Ratier 1336–1341
- Pierre de Casa Patriarche 1341–1348
- Pierre de Beret 1348–1356
- Guy de Perpignan Laurent d’Albiac 1356–1362
- Jean Maurel 1362–1370
- Pierre Boyer 1370–1376
- Eblon de Meder 1376–1380
- Raimond de Bonne (OP) 1380–1395
- Radulph 1395–1406
- Guillaume de Pesserat 1406–1412
- Hugues de Theissiac 1412–1445
- Pons de Sade 1445–1473
- Jean de Montmirail 1473–1479
- Amauric II. 1479–1482
- Odon Alziassi 1482–1483
- Orlando/Rolando Rovescala (OFM) 1483–1485 (resignierte)
- Benoit de Paganottis (OP) 1485–1523
- Jérôme Sclede 1523–1533
- Thomas Cortés 1533–1544
- Jacques Cortès Patriarche 1544–1566
- Guillaume de Cheisolme I. 1566–1585
- Guillaume de Cheisolme II. 1585–1629
- Michel d’Almeras 1629–1633
- Joseph Marie de Suarès 1633–1666
- Charles Joseph de Suarès 1666–1671
- Louis Alphonse de Suarès 1671–1685
- François Genet 1685–1703
- Joseph François Gualtéri 1703–1725
- Joseph Louis de Cohorne de la Palun 1725–1748
- Paul de Sallières de Fausseran 1748–1758
- Charles François de Pélissier de St Ferréol 1758–1786
- Étienne André François de Paule Fallot de Beaumont de Beaupré 1786–1790